# Dzmitryj Pryszczepa
Dzmitryj Siarhiejewicz Pryszczepa (biał. Дзмітрый Сяргеевіч Прышчэпа, ur. 21 czerwca 2001 w Mińsku) – białoruski piłkarz, grający na pozycji lewego lub środkowego obrońcy i lewego pomocnika w rosyjskim klubie Rotor Wołgograd. Były, młodzieżowy reprezentant Białorusi.